# Fosseuse
Fosseuse là một xã thuộc tỉnh Oise trong vùng Hauts-de-France tây bắc nước Pháp. Xã này nằm ở khu vực có độ cao trung bình 67 mét trên mực nước biển.
Mã bưu điện của xã Fosseuse là 60540 và mã Insee của nó là 60246. Cư dân ở Fosseuse được gọi là Fosseusois và Fosseusoises.
Độ cao trung bình của Fosseuse là khoảng 60 mét. Diện tích của nó là 4.44 km². Vĩ độ của làng là 49.211 độ Bắc và kinh độ là 2.19 độ Đông. Các thị trấn và làng lân cận Fosseuse bao gồm: Esches (60110) cách 1.85 km, Bornel (60540) cách 1.99 km, Anserville (60540) cách 2.14 km, Belle-Église (60540) cách 3.00 km, Puiseux-le-Hauberger (60540) cách 3.44 km.
Dân số của Fosseuse vào cuộc điều tra dân số năm 1999 là 741 người, 734 người vào năm 2006, 733 người vào năm 2007 và 733 người vào năm 2009. Mật độ dân số của làng là 165.09 người/km².
Số lượng nhà ở trong làng được ước tính là 275 vào năm 2007. Những ngôi nhà này bao gồm 260 nhà ở chính, 3 nhà ở thứ hai hoặc nhà nghỉ cuối tuần cùng với 12 nhà không người ở.